# Родниковский (Краснодарский край)
Роднико́вский — хутор в Новокубанском районе Краснодарского края. Входит в состав муниципального образования «Советское сельское поселение».

## География
Хутор расположен в южной части Новокубанского района, на левом берегу реки Уруп. Находится в 4 км от сельского центра станицы Советская, в 42 км к югу от районного центра Новокубанск, в 200 км к юго-востоку от города Краснодар.
Граничит с землями населённых пунктов: Советская и Подлесный на севере, Урупский на северо-востоке, Коноковский на юго-востоке, Бесскорбная на юге и Южный на западе.
Населённый пункт расположен в равнинной зоне Краснодарского края. Рельеф местности представляет собой в основном холмистую местность с общим уклоном террасы юго-востока на северо-запад. Долина реки Уруп слабо изрезана. Средние высоты на территории села составляют 298 метра над уровнем моря.
Почвенный покров на территории села в основном представлены чернозёмами предкавказскими и предгорными. В пойме рек распространены пойменные луговые почвы.
Гидрографическая сеть в основном представлена рекой Уруп и его мелкими родниковыми притоками.
Климат умеренно-тёплый. Среднегодовая температура воздуха положительная и составляет около +8°С. Средняя температура июля +23°С, средняя температура января −7°С. Среднегодовое количество осадков составляет около 650 мм в год. Основная их часть приходится на период с апреля по июнь.

## Население
| 2002 | 2010  |
| ---- | ----- |
| 1253 | ↘1138 |

Национальный состав
По данным Всероссийской переписи населения 2010 года:
| Народ    | Численность, чел. | Доля от всего населения, % |
| -------- | ----------------- | -------------------------- |
| русские  | 1 057             | 92,9 %                     |
| черкесы  | 25                | 2,2 %                      |
| армяне   | 14                | 1,2 %                      |
| украинцы | 12                | 1,1 %                      |
| другие   | 30                | 2,6 %                      |
| всего    | 1 138             | 100 %                      |

## Инфраструктура
- Средняя общеобразовательная школа № 18 — ул. Мира, 39.
- Участковая больница — ул. Мира, 2.

## Улицы
| Гайдара   |
| Горбатко  |
| Данчева   |
| Зелёная   |
| Карбышева |

| Космодемьянской |
| Лукьяненко      |
| Матросова       |

| Мира        |
| Новая       |
| Островского |
| Урупская    |
| Шоссейная   |